# Посольство Бенина в России
Посольство Бенина в России — дипломатическая миссия Бенина в России, расположена в Москве в Тверском районе в Успенском переулке. Дипломатические отношения СССР с Бенином были установлены 4 июня 1962 года.
- Посол Бенина в России Акамби Андре Окунлола Биау[1].
- Адрес посольства: 127006, Москва, Успенский переулок, 7.

## Послы Бенина в России

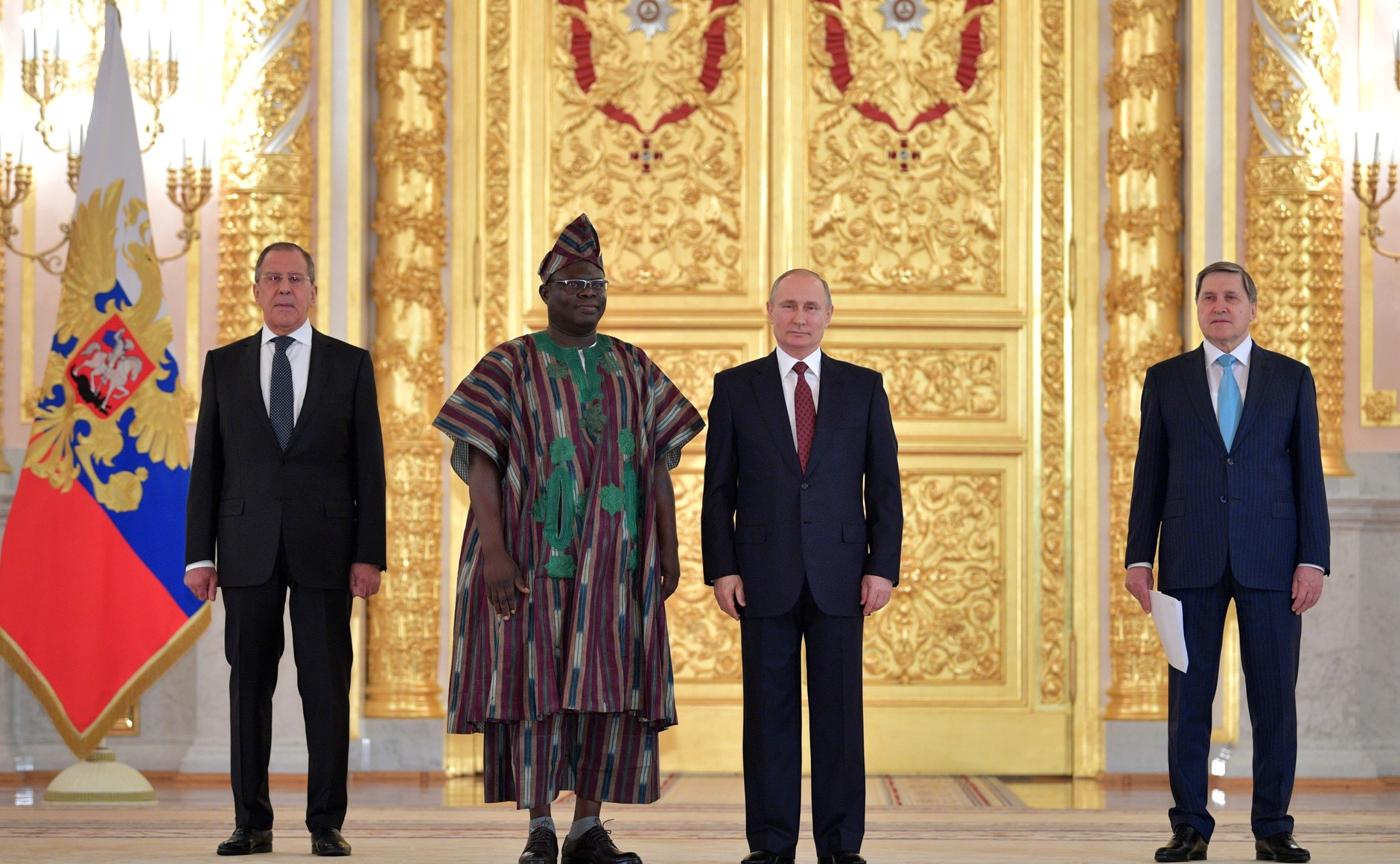
Владимир Путин с послом Бенина в России Нукпо Клеманом Кики, 2018 год

- Т. Р. К. Виникин (1985—1986, врем. поверенный)
- Ибитешо Изидор Лалейе (1986—1990)
- Констан Кукуи (1990—1994)
- Жюль Антуан Лалейе (1994—2001)
- Юбер Сильвестр Дегенон (2001—2003)
- Висенто Аи д'Алмейда (2004—2012)
- Анисет Габриэль Кочофа (2012—2016)
- Рене Кото Сунон (2017—2018)
- Нукпо Клеман Кики (2018—2021)
- Акамби Андре Окунлола Биау (2021 — н. в.)